# Booking.com
Booking.com — система інтернет-бронювання житла (готелі, хостели), заснована в Амстердамі 1996 року, придбана 2005 року за $133 млн компанією Priceline (NASDAQ: PCLN). Штаб-квартира компанії знаходиться в Амстердамі, Нідерланди. Штат працівників складає понад 15 000 осіб у 198 офісах та 70 країнах.
На вебсайті розміщено понад 28,616,893 об'єкта у 226 країнах і територіях. За добу бронюється 1,550,000 кімнат. Сервіс доступний на 43 мовах.

## Історія
Booking.com був утворений, коли bookings.nl, заснований у 1996 році Геертом-Яном Бруінсма, об'єднався в 2000 році з Bookings Online, заснованим Сікко і Алеком Беренсом, Маріном Мюзером і Басом Лемменсом, який працював як bookings.org. Ім'я та URL-адресу було змінено на Booking.com, а Стеф Норден був призначений його генеральним директором. У 1997 році Геерт-Ян Бруінсма хотів розмістити оголошення в De Telegraaf, голландській газеті з найвищим тиражем. Оголошення було відхилено, оскільки De Telegraaf приймала оголошення лише з номером телефону, а не з вебсайтом. У 2002 році Expedia відмовилася купувати bookings.nl.

## Реклама
У 2011 Booking.com зайняв перше місце на Google Adwords за сумою витрат на рекламу в категорії подорожі та туризм, яка становила $40,4 млн.
А у 2016 Priceline Group витратила на PPC рекламу $3,5 млрд. Ці витрати розділились для просування проєктів холдингу: Booking.com, Priceline, Kayak, Agoda, Rentalcars і Opentable.

## Критика
За порушення режиму санкцій роботу компанії розкритикувала кримська прокуратура за надання послуг щодо бронювання готелів на окупованому півострові. Зокрема, номери продавались на сайті «націоналізованих» окупаційною владою комплексів відпочинку. Пропонувалося блокувати роботу сайту на території України та відшкодування завданих збитків сервісом.